# Мустафино (Аургазинский район)
Мустафино (баш. Мостафа) — деревня в Аургазинском районе Республики Башкортостан. Относится к Батыровскому сельсовету.

## География
Расположена в центре республики в верховьях реки Кузелга. Расстояние до:
- районного центра (Толбазы): 18 км,
- центра сельсовета (Куезбашево): 7 км,
- ближайшей железнодорожной станции (Белое Озеро): 23 км.

## Население
| 2002 | 2009 | 2010 |
| ---- | ---- | ---- |
| 503  | ↘458 | ↘432 |

Национальный состав
Согласно переписи 2002 года, преобладающие национальности — татары (64 %), башкиры (34 %).

## Религия
В деревне есть мечеть.